# Seppo Tukiainen
Seppo Tukiainen, född 28 juni 1939 i Helsingfors, död där 16 augusti 2022, var en finländsk violinist och musikpedagog. 
Tukiainen har verkat som violinist i Helsingfors stadsorkester 1960–1972 och därefter som violinlektor vid Sibelius-Akademin. Han har uppträtt som solist och kammarmusiker och var sedan 1978 förste violinist i Sibelius-Akademikvartetten.